# Marc Tiffeneau
Cet article concerne le chimiste. Pour son fils, le physiologiste, voir Robert Tiffeneau.
Compléments
Marc Tiffeneau est un chimiste, pharmacologue et médecin français né le 5 novembre 1873 et mort le 20 mai 1945, surtout connu pour ses travaux sur les transpositions moléculaires. Il a donné son nom à la réaction de Tiffeneau-Demjanov.

## Biographie

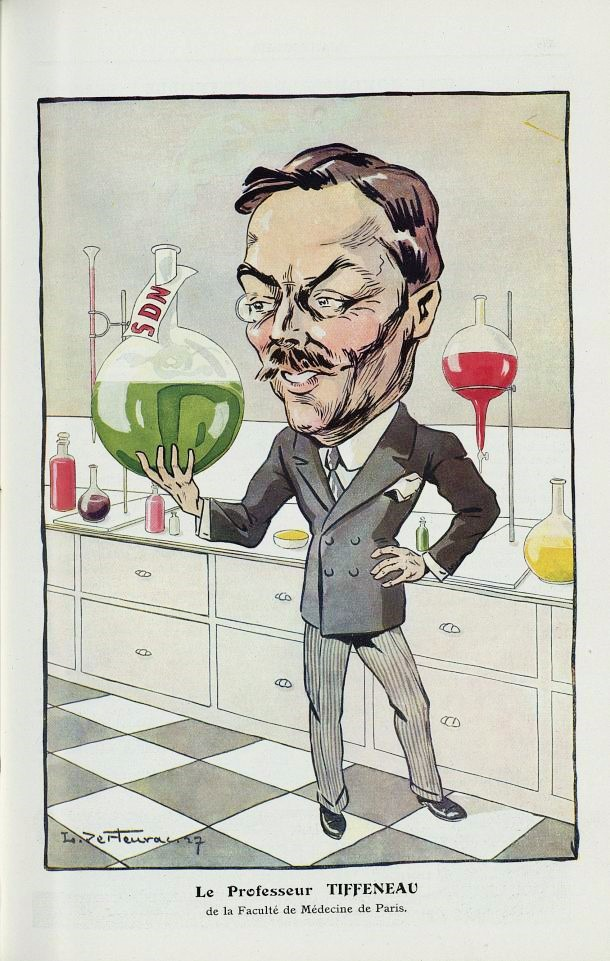
Le Tiffeneau
de la faculté de médecine de Paris
L. de Fleurac, 1927

Marc Tiffeneau est né à Mouy, dans l’Oise, le 5 novembre 1873, de François-Guillaume Tiffeneau, marchand de nouveautés et confections à Mouy, et de Louise Voidier.
Interne au pensionnat Saint-Joseph à Pont-Sainte-Maxence chez les Frères maristes, bachelier en 1889, Marc Tiffeneau entre comme stagiaire à la pharmacie Frigaux de Pont-Sainte-Maxence. L’année suivante, il est accueilli par Pierre Vigier dans son officine de la rue du Bac à Paris. En 1891, il obtient la deuxième partie de son baccalauréat et, ayant également réussi à son examen de validation de stage, il intègre l’École de pharmacie en 1892. Il y suit le cours libre d’Auguste Béhal selon la théorie et la notation atomiques. C’est alors qu’il se lie d’amitié avec Ernest Fourneau, dont il épousera l’une des sœurs et avec lequel, en 1903, il fondera le groupement « La Molécule ».
En 1893, reçu au concours de l’internat des hôpitaux de Paris, Tiffeneau est nommé à l’hôpital Ricord où il travaille sous la direction de Béhal et où il retrouve en salle de garde Amand Valeur, Edmond Blaise, Alexandre Desgrez. En 1895, il est promu préparateur aux travaux pratiques de l'École de pharmacie. Admis au concours des asiles de la Seine en 1897, il devient interne à l’hôpital Sainte-Anne. Il obtient son diplôme de pharmacien en 1899. Reçu pharmacien des hôpitaux de Paris en 1904, il est affecté à la direction du service pharmaceutique de l’hôpital Bretonneau, puis de l’hôpital Boucicaut. Enfin, il est promu pharmacien-chef de l’Hôtel-Dieu, fonction qu’il exercera de 1927 à 1937.
En 1907, Tiffeneau soutient sa thèse de doctorat en sciences sur « les carbures benzéniques à chaîne latérale pseudo-allylique, étude de quelques migrations moléculaires » et, en 1910, sa thèse de doctorat en médecine porte sur « quelques alcaloïdes voisins de l’hordénine et de l’adrénaline ». Agrégé de la faculté de médecine la même année, il commence à enseigner la pharmacologie. De 1924 à 1926, il donne un cours de chimie au département des sciences physiques, chimiques et naturelles (PCN) de la faculté des sciences. En 1927, il est nommé professeur de pharmacodynamique à la faculté de médecine. Pendant quatorze ans, il continuera d’enseigner la pharmacologie, la matière médicale et la chimie thérapeutique.
Tiffeneau s’intéresse à l’histoire des sciences et publie des ouvrages sur Charles Gerhardt et sur Jean-Baptiste Dumas. En mélomane averti, il lit les partitions à livre ouvert, il chante avec une voix de ténor et, grand admirateur de Wagner, « pour se rendre à Bayreuth, lorsqu’il [est] interne, il [met] en gage sa médaille d’or et [part] pour Bayreuth sac au dos ». Là-bas, par la suite, chaque année, il retrouve Jean Cantacuzène, Auguste Marie, Henri Delacroix. Grand voyageur enfin, Tiffeneau parcourt l’Europe et les deux Amériques, tant par goût et par curiosité personnels que par intérêt et par devoir professionnels, pour dispenser son savoir et rencontrer des savants étrangers.
Sa fin est brutale. Il s’apprête à monter dans le train pour Londres afin d’y rejoindre des collègues de la Société des Nations avec lesquels il travaille à la Pharmacopée internationale, lorsqu’il meurt foudroyé, le 20 mai 1945, dimanche de la Pentecôte, sur un quai de la gare du Nord,.

## Diplomatie
En 1925, il est nommé représentant de la France lors de la Seconde Conférence internationale pour l'unification des médicaments héroïques, qui est à l'origine de la Pharmacopée internationale aujourd'hui tenue par l'OMS, et à cette occasion, il est élu membre d'une Commission internationale d'étude de l’unification des méthodes de préparation des médicaments galéniques héroïques prévue par la Conférence.
De 1933 jusqu'à sa mort, Tiffeneau sera l'un des quatre membres de l'Organe de Contrôle, un organisme ancêtre de l'Organe international de contrôle des stupéfiants,.

## L’œuvre scientifique
En ce qui concerne l’œuvre scientifique, il faut associer le nom de Tiffeneau à ceux de son condisciple Fourneau et de leur maître Béhal. Ce dernier initie les deux étudiants aux théories nouvelles et signera avec Tiffeneau de nombreux travaux. Quant au premier, il devient le camarade d'étude, l'ami, le beau-frère et le collaborateur de Tiffeneau. Tous deux appartiennent à cette génération de chercheurs qui vont renouveler les méthodes de la chimie organique et ouvrir ainsi la voie de la chimiothérapie moderne, tant du point de vue théorique, par intérêt pour la structure atomique des molécules, que pratique, par souci de travailler de concert avec l'industrie. Fourneau et Tiffeneau assistent ensemble avec enthousiasme au cours libre de Béhal sur la théorie et la notation atomiques ; Fourneau commence sa carrière aux établissements Poulenc frères et Tiffeneau débute la sienne dans le laboratoire des Fabriques de produits de chimie organique de Laire. Leur communauté de pensée se concrétise dans la Molécule, groupement de jeunes chimistes fondé en 1903 par les deux camarades, auxquels se joignent Marcel Delépine, Edmond Blaise, Amand Valeur, Marcel Sommelet et, par la suite, des industriels comme Camille Poulenc, Francis Billon ou François Albert-Buisson. La Molécule contribuera à résoudre les difficultés rencontrées par la Société chimique de France après la guerre de 1914.
L’œuvre de Tiffeneau touche aux domaines les plus divers de la chimie organique pure et de la chimie organique appliquée à la pharmacologie et à la pathologie.
En chimie pure, Tiffeneau a travaillé toute sa vie sur les transpositions moléculaires, c’est-à-dire sur les déplacements d’atomes ou de groupements d’atomes à l’intérieur d’une molécule. Il a répertorié, classé et coordonné ces migrations, appliquant les résultats de ses recherches à l’étude des relations entre la constitution des molécules et leurs propriétés. Ses apports dans ce domaine sont d’un nombre et d’une importance considérables. Il a notamment donné son nom à une variation du réarrangement de Demjanov (en) découvert par le chimiste russe Nikolai Demjanov (en) : le réarrangement de Tiffeneau-Demjanov (en). Il s'agit d'une réaction entre un 1-aminométhyl-cycloalcanol et de l'acide nitrique pour donner une cétone cyclique.
En chimie pharmacologique et en pharmacodynamie, Tiffeneau a étudié les hypnotiques (acides barbituriques, glycols, uréides bromés, etc.), les anesthésiques généraux et locaux, les amines analeptiques et sympathicomimétiques. Tant par la transformation d’alcaloïdes naturels, dont la nicotine, que par la synthèse d’alcaloïdes nouveaux, principalement dans les séries de l’hordénine et de l’adrénaline, il a contribué à la mise au point de nombreux médicaments ainsi qu'à l'identification ou au contrôle de beaucoup d'autres. Ses études de chimie pathologique ont porté principalement sur la métabolisation du chloralose et sur la toxicité de la tuberculine.

## Récompenses et distinctions
- Médaille d’or de l’internat en pharmacie (1900)
- Prix Jecker (1911 en partie, 1923 en entier)
- Chevalier de la Légion d'honneur (1923)
- Officier de la Légion d'honneur (1938)

## Sociétés et académies
- Membre de l’Académie de médecine (1927) et de l’Académie des sciences (1939) ;
- Membre de la Société de chimie biologique (1914), de la Société de médecine légale (1917), de la Société de biologie (1918) et de la Société d'histoire de la médecine (1919) ;
- Secrétaire annuel de la Société de pharmacie de Paris (1918) ;
- Vice-président de la Commission des sérums et vaccins (1935-1945), de la commission du Codex[n 9] (1937-1945[12]) et du Conseil départemental d'hygiène publique (1939) ;
- Président de la Société de thérapeutique (1931), de la Société de pharmacie de Paris (1935) et de l’Association pour l'avancement des sciences (1935) ;
- Doyen de la Société chimique de France (1939).

### Publications

#### Travaux originaux
Une liste chronologique des travaux originaux publiés par M. Tiffeneau a été dressée par Ernest Fourneau.

#### Travaux de synthèse
- 1923 : Le Système nerveux autonome, sympathique et parasympathique, 1re partie[n 10].
- 1924 : Abrégé de pharmacologie.
- 1927 : Leçon d'ouverture, chaire de pharmacologie de la faculté de médecine, 18 janvier.
- 1934 : préface à Albert Berthelot, André Romain Prévot et Georges Karl (trad.), Les Amines biologiques[n 11] (OCLC 490487395).
- 1939 : La Diurèse et les Diurétiques, rapport présenté au Congrès de la diurèse, Vittel, 27-29 mai.
- 1940 : Vade-mecum de médecine pratique.
- Participation majeure à la Pharmacopée internationale.

#### Ouvrages et articles historiques et biographiques
- 1917 : « Le Centenaire de Charles Gerhardt : Charles Gerhardt et la Revue scientifique du Dr Quesneville », Le Moniteur scientifique, G. Quesneville, 5e série, vol. 7, no 1,‎ 1917, p. 5 et suiv. (OCLC 458308980).
- 1918-1925 : Correspondance de Charles Gerhardt, t. 1 et 2 : Laurent et Gerhardt, et Gerhardt et les Savants français, 1842-1856, Paris, Masson, 1917 et 1925, 366 et 322 p. (OCLC 490317986).
- 1934 : « Notice nécrologique de M. Jean Cantacuzène (de Bucarest), associé étranger », Bulletin de l'Académie nationale de médecine, vol. 111, no 24,‎ mai 1934, p. 885-904 (ISSN 0001-4079, lire en ligne).
- 1934 : Jean-Baptiste Dumas (1800-1884), Laboratoires G. Beytout, 18 p.
- 1938 : « Le Professeur Gabriel Pouchet (1851-1938) », Paris médical (1911-1945), vol. 110, partie paramédicale,‎ 1938, p. 47-48 (lire en ligne).

### Sur Marc Tiffeneau

#### Sources principales
- Marika Blondel-Mégrelis, « Marc Tiffeneau (1873-1945) », dans Laurence Lestel (dir.), Itinéraires de chimistes : 1857-2007, 150 ans de chimie en France avec les présidents de la SFC, EDP Sciences, 2007 (ISBN 978-2-8688-3915-2), p. 513-517.
- Ernest Fourneau, « Marc Tiffeneau (1873-1945) », Bull. Soc. chim. Fr., no 15,‎ 1948, p. 905-932 (ISSN 0037-8968).
- « Marc Pierre Émile Tiffeneau », sur shp-asso.org, Société d’histoire de la pharmacie (consulté le 6 janvier 2012).
- Gustave Roussy, « Marc Tiffeneau : 1873-1945 », La Presse médicale, no 32,‎ 1945 (ISSN 0755-4982).